# Vincey
Vincey là một xã ở tỉnh Vosges, vùng Grand Est, Pháp. Xã này có diện tích 12,81 kilômét vuông dân số năm 1999 là 2159 người. Xã này nằm ở khu vực có độ cao trung bình 280 trên mực nước biển. 
Người dân địa phương danh xưng tiếng Pháp là Vincéens.

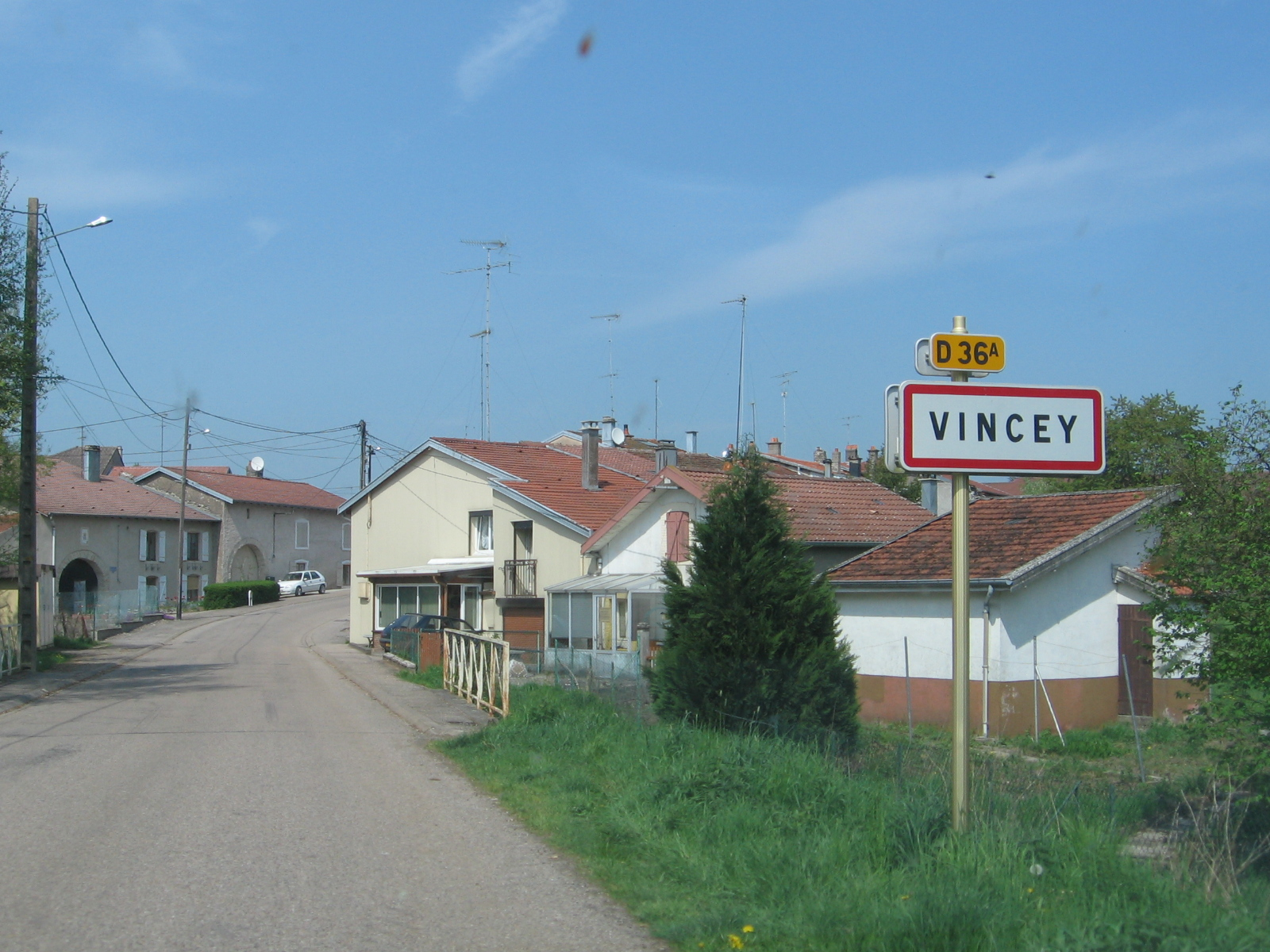
Lối vào Vincey

## Hành chính
| Danh sách các xã trưởng                |           |                            |      |                    |
| Giai đoạn                              | Giai đoạn | Tên                        | Đảng | Tư cách            |
| 1977                                   | 2014      | Gilbert Didierjean         |      | Conseiller général |
| 1965                                   | 1977      | Gaston Keiling             |      |                    |
| 1959                                   | 1965      | Paul Deschaseaux           |      |                    |
| 1947                                   | 1959      | Gaston Keiling             |      |                    |
| 1941                                   | 1947      | Maurice Duchêne            |      |                    |
| 1929                                   | 1941      | Louis Viriot               |      |                    |
| 1921                                   | 1926      | Émile Perrin               |      |                    |
| 1919                                   | 1921      | Jules Bouvard              |      |                    |
| 1919                                   | 1919      | Jules Auguste Bourlier     |      |                    |
| 1912                                   | 1919      | Amédée Aubry               |      |                    |
| 1908                                   | 1912      | Jules Auguste Bourlier     |      |                    |
| 1904                                   | 1908      | Charles François Simon     |      |                    |
| 1900                                   | 1904      | Jules Auguste Bourlier     |      |                    |
| 1895                                   | 1900      | Jean-Pierre Parisot        |      |                    |
| 1890                                   | 1895      | Joseph Ruffier             |      |                    |
| 1881                                   | 1890      | Jean-François Tallotte     |      |                    |
| 1879                                   | 1880      | François Mongel            |      |                    |
| 1871                                   | 1879      | Charles Gabriel Bertaud    |      |                    |
| 1865                                   | 1871      | Jean-Baptiste François     |      |                    |
| 1848                                   | 1865      | Jean-François Tallotte     |      |                    |
| 1830                                   | 1848      | François Stanislas Bertaud |      |                    |
| 1806                                   | 1830      | Jacques Vosgien            |      |                    |
| 1803                                   | 1806      | Jean Robert                |      |                    |
| 1800                                   | 1803      | François Bertaud           |      |                    |
| Tất cả các dữ liệu trước đây không rõ. |           |                            |      |                    |

## Biến động dân số
| 1962                                         | 1968 | 1975 | 1982 | 1990 | 1999 | 2006 |
| -------------------------------------------- | ---- | ---- | ---- | ---- | ---- | ---- |
| 2043                                         | 2094 | 2284 | 2205 | 2198 | 2159 | 2250 |
| Số liệu từ năm 1962: Dân số không tính trùng |      |      |      |      |      |      |